# Robecchetto con Induno
Robecchetto con Induno är en ort och kommun i storstadsregionen Milano, innan 31 december 2014 i provinsen Milano, i regionen Lombardiet i Italien. Kommunen hade 4 852 invånare (2018).